# Nova Democràcia (Grècia)
Nova Democràcia (en grec: Νέα Δημοκρατία, ND) és un partit polític grec de caràcter conservador. Creat el 4 d'octubre de 1974 per Konstandinos Karamanlís, antic primer ministre grec per tal de participar en les primeres eleccions lliures després de la Dictadura dels Coronels.

## Ideologia
La ideologia del partit es va definir com a "liberalisme radical", un terme definit per ND com "la prevalença de les normes del mercat lliure amb la decisiva intervenció de l'Estat a favor de la justícia social." 

## Història
Karamanlís en fou cap fins que es jubilà el 1981, i fou substituït per Geórgios Ral·lis, aleshores fou desplaçat del poder pel Moviment Socialista Panhel·lènic (PASOK), però tornà al poder el 1990 amb un govern de coalició amb el Partit Comunista de Grècia (KKE) presidit per Konstandinos Mitsotakis. El 1993 va perdre les eleccions i tornà a l'oposició.
Va tornar al poder després de les eleccions legislatives gregues de 2004 i 2007, amb Kostas Karamanlís com a primer ministre.
A les eleccions del 2009 va perdre davant del PASOK i va fer oposició fins al 2012 que en plena crisi econòmica es van convocar eleccions al maig. Va ser la força més votada però lluny de la majoria absoluta, Nova Democràcia va ser incapaç de formar un nou govern i es van tornar a convocar eleccions per al juny, aquesta vegada va formar govern de coalició amb el PASOK. El pacte de govern es va trencar i es van convocar eleccions per a gener de 2015, Nova Democràcia va perdre davant de la formació d'esquerres SÍRIZA. El 10 de gener del 2016 Kiriakos Mitsotakis va ser elegit president del partit en substitució de Ioannis Plakiotakis (president de transició) amb gairebé el 4% de diferència respecte al seu oponent Evànguelos Meimarakis.
Syriza va patir una dura derrota a les eleccions al Parlament Europeu de 2019, perdent contra el partit opositor Nova Democràcia. Després de la derrota, es van convocar eleccions avançades, en les que va aconseguir el 31,53% dels vots i només 86 escons al Parlament hel·lènic. Tsipras va admetre la derrota enfront Kiriakos Mitsotakis i va dimitir l'endemà.
A les eleccions legislatives gregues de 2019, Nova Democràcia aconseguí la majoria absoluta. L'endemà mateix, el líder del partit, Kiriakos Mitsotakis, jurà el càrrec de primer ministre de Grècia. Les eleccions del maig de 2023 no van donar la majoria a cap formació malgrat els avenços de ND i Mitsotakis va convocar noves eleccions, en les que ND va guanyar amb el 40,4% dels vots i va doblar els resultats del segon partit, Syriza, esdevenint de nou Primer Ministre de Grècia.

## Resultats electorals

### Eleccions legislatives
| Any       | Líder                   | Resultats | Resultats | Resultats | Resultats | Pos. | Govern      |
| Any       | Líder                   | Vots      | %         | Escons    | +/−       | Pos. | Govern      |
| --------- | ----------------------- | --------- | --------- | --------- | --------- | ---- | ----------- |
| 1974      | Konstantinos Karamanlis | 2,669,133 | 54.37%    | 220 / 300 | Nou       | 1r   | Govern      |
| 1977      | Konstantinos Karamanlis | 2,146,365 | 41.84%    | 171 / 300 | 49        | 1r   | Govern      |
| 1981      | Georgios Rallis         | 2,034,496 | 35.88%    | 115 / 300 | 56        | 2n   | Oposició    |
| 1985      | Constantine Mitsotakis  | 2,599,681 | 40.85%    | 126 / 300 | 11        | 2n   | Oposició    |
| 1989 (I)  | Constantine Mitsotakis  | 2,887,488 | 44.28%    | 145 / 300 | 19        | 1r   | Coalició    |
| 1989 (II) | Constantine Mitsotakis  | 3,093,479 | 46.19%    | 148 / 300 | 3         | 1r   | Anticipades |
| 1990      | Constantine Mitsotakis  | 3,088,137 | 46.89%    | 150 / 300 | 2         | 1r   | Govern      |
| 1993      | Constantine Mitsotakis  | 2,711,737 | 39.30%    | 111 / 300 | 39        | 2n   | Oposició    |
| 1996      | Miltiadis Evert         | 2,586,089 | 38.12%    | 108 / 300 | 3         | 2n   | Oposició    |
| 2000      | Kostas Karamanlis       | 2,935,196 | 42.74%    | 125 / 300 | 17        | 2n   | Oposició    |
| 2004      | Kostas Karamanlis       | 3,360,424 | 45.36%    | 165 / 300 | 40        | 1r   | Govern      |
| 2007      | Kostas Karamanlis       | 2,994,979 | 41.87%    | 152 / 300 | 13        | 1r   | Govern      |
| 2009      | Kostas Karamanlis       | 2,295,967 | 33.47%    | 91 / 300  | 61        | 2n   | Oposició    |
| 2012 (I)  | Antonis Samaras         | 1,192,103 | 18.85%    | 108 / 300 | 17        | 1r   | Anticipades |
| 2012 (II) | Antonis Samaras         | 1,825,497 | 29.66%    | 129 / 300 | 21        | 1r   | Coalició    |
| 2015 (I)  | Antonis Samaras         | 1,718,694 | 27.81%    | 76 / 300  | 53        | 2n   | Oposició    |
| 2015 (II) | Vangelis Meimarakis     | 1,526,205 | 28.09%    | 75 / 300  | 1         | 2n   | Oposició    |
| 2019      | Kiriakos Mitsotakis     | 2,251,411 | 39.85%    | 158 / 300 | 83        | 1r   | Govern      |
| 2023 (I)  | Kiriakos Mitsotakis     | 2,407,860 | 40.79%    | 146 / 300 | 12        | 1r   | Anticipades |
| 2023 (II) | Kiriakos Mitsotakis     | 2,114,780 | 40.56%    | 158 / 300 | 12        | 1r   | Govern      |

### Eleccions europees
| Parlament Europeu | Parlament Europeu      | Parlament Europeu | Parlament Europeu | Parlament Europeu | Parlament Europeu | Parlament Europeu |
| Any               | Líder                  | Vots              | %                 | Escons            | +/−               | Pos.              |
| ----------------- | ---------------------- | ----------------- | ----------------- | ----------------- | ----------------- | ----------------- |
| 1981              | Georgios Rallis        | 1,779,462         | 31.3%             | 8 / 24            | Nou               | 2n                |
| 1984              | Evangelos Averoff      | 2,266,568         | 38.1%             | 9 / 24            | 1                 | 2n                |
| 1989              | Constantine Mitsotakis | 2,647,215         | 40.5%             | 10 / 24           | 1                 | 1r                |
| 1994              | Miltiadis Evert        | 2,133,372         | 32.7%             | 9 / 25            | 1                 | 2n                |
| 1999              | Kostas Karamanlis      | 2,314,371         | 36.0%             | 9 / 25            | =                 | 1r                |
| 2004              | Kostas Karamanlis      | 2,633,961         | 43.0%             | 11 / 24           | 2                 | 1r                |
| 2009              | Kostas Karamanlis      | 1,655,636         | 32.3%             | 8 / 22            | 3                 | 2n                |
| 2014              | Antonis Samaras        | 1,298,713         | 22.7%             | 5 / 21            | 3                 | 2n                |
| 2019              | Kiriakos Mitsotakis    | 1,872,814         | 33.1%             | 8 / 21            | 3                 | 1r                |
| 2024              | Kiriakos Mitsotakis    | 1,125,602         | 28.31             | 7 / 21            | 1                 | 1r                |

### Referèndums
| Any  | Qüestió                                     | Posició      | Vots      | %           | Resultat |
| ---- | ------------------------------------------- | ------------ | --------- | ----------- | -------- |
| 2015 | Acceptació de l'acord econòmic de la Troika | Suport al SI | 2,245,537 | 38,69 / 100 | Derrota  |

## Líders
| # | Líder                        | Foto | Mandat                 | Mandat                 | Primer Ministre              |
| - | ---------------------------- | ---- | ---------------------- | ---------------------- | ---------------------------- |
| 1 | Konstantinos Karamanlis      |      | 4 d'octubre de 1974    | 8 de maig de 1980      | 1974–1980                    |
| 2 | Georgios Rallis              |      | 8 de maig de 1980      | 9 de desembre de 1981  | 1980–1981                    |
| 3 | Evangelos Averoff            |      | 9 de desembre de 1981  | 1 de setembre de 1984  | —                            |
| 4 | Konstantinos Mitsotakis      |      | 1 de setembre de 1984  | 3 de novembre de 1993  | (Tzannetakis 1989) 1990–1993 |
| 5 | Miltiadis Evert              |      | 3 de novembre de 1993  | 21 de març de 1997     | —                            |
| 6 | Kostas Karamanlis            |      | 21 de març de 1997     | 30 de novembre de 2009 | 2004–2009                    |
| 7 | Antonis Samaras              |      | 30 de novembre de 2009 | 5 de juliol de 2015    | 2012–2015                    |
| – | Vangelis Meimarakis (interí) |      | 5 de juliol de 2015    | 24 de novembre de 2015 | —                            |
| – | Ioannis Plakiotakis (interí) |      | 24 de novembre de 2015 | 10 de gener de 2016    | —                            |
| 8 | Kiriakos Mitsotakis          |      | 10 January 2016        | Actual                 | 2019–Present                 |